# Triainolepis emirnensis
Triainolepis emirnensis là một loài thực vật có hoa trong họ Thiến thảo. Loài này được (Baker) Bremek. miêu tả khoa học đầu tiên năm 1956.